# Aiči Kókúki

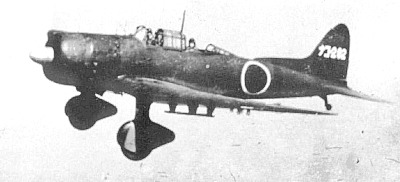
Palubní střemhlavý bombardér Aiči D3A2

Aiči Kókúki (japonsky 愛知航空機, česky: Letecká továrna Aiči) byl japonský letecký výrobce, který vyráběl několik typů letounů pro Japonské císařské námořnictvo.
Společnost byla založena v roce 1898 v Nagoje jako Aiči Tokei Seizó Kabušiki Kaiša (Akciová společnost pro výrobu hodinek Aiči). S výrobou letadel společnost začala v roce 1920. Technickou pomoc jí poskytovala německá firma Heinkel, která ovlivnila i některé její konstrukce. V roce 1943 se letecká divize osamostatnila pod názvem Aiči Kókúki Kabušiki Kaiša (Letecká továrna Aiči, a.s.). Po válce byla společnost zrušena. Jejím současným následníkem je Aichi Machine Industry Co., Ltd., výrobce automobilových součástek a lehkých nákladních vozů pro Nissan.